# EpIC. 01
「epIC. 01」（エピック・ワン）は、babamania再始動後最初のリリース作品。2016年8月5日にデジタルEPでiTunesなどの音楽配信サイトで発売された。

## 概要
「Zero Gravity Disco」以来、実に10年ぶりのリリースである。オリジナルメンバー5人でのリリースとしては、2001年リリースの2ndアルバム「Pornmuzik」以来、15年ぶりとなる。配信にあたりGeorge Cockleがライナーノーツを配信サイトに寄せている。

## 収録曲
1. Come Across [4:15]
作詞・作曲：babamania
2. FUGEE [4:15]
作詞・作曲：babamania